# Noah Wolff

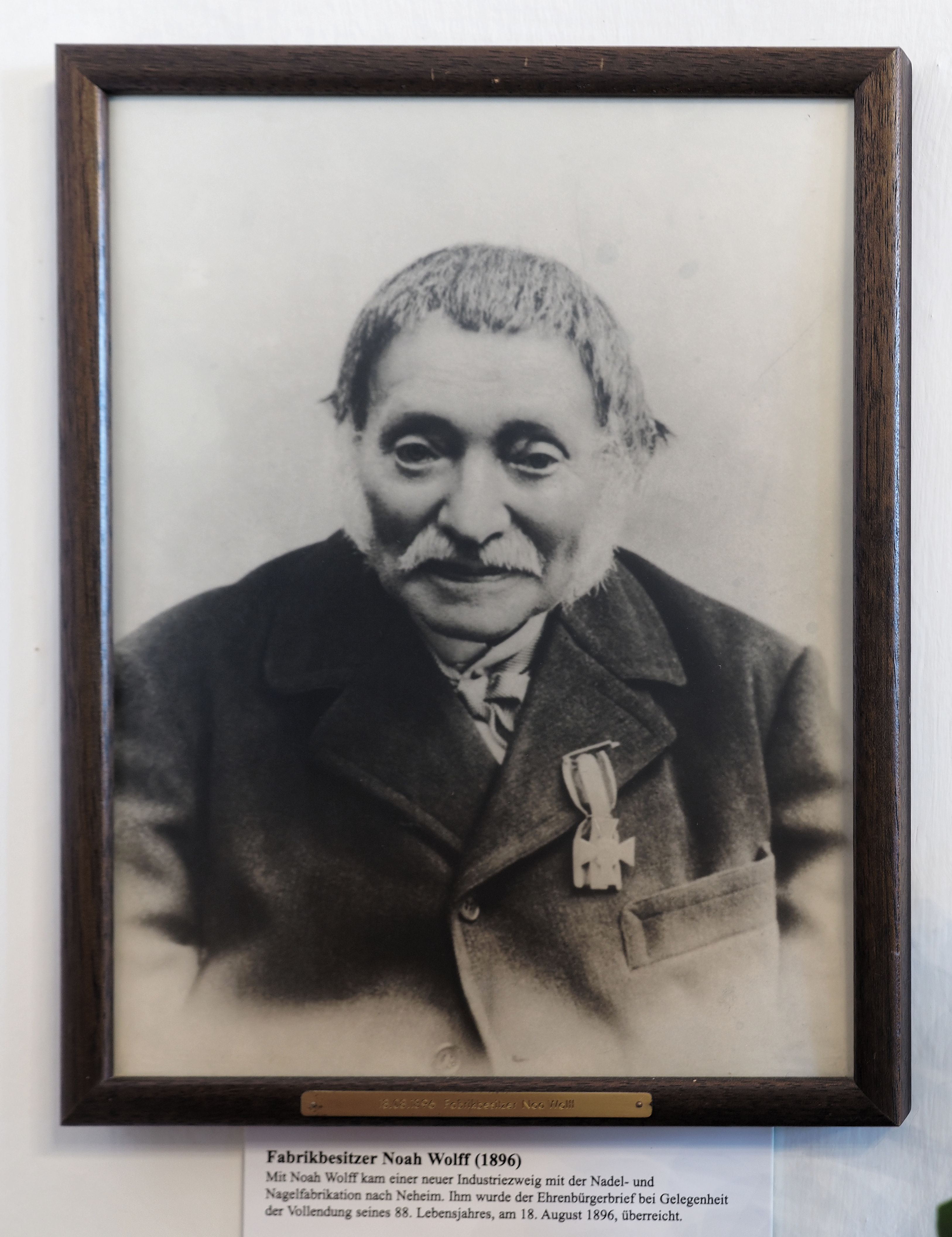
Noah Wolff (1896)

Noah Wolff (auch Noa Wolff, * 18. August 1809 in Berleburg; † 4. Oktober 1907 in Neheim) war ein Industriepionier in der Stadt Neheim und ein bedeutender Vertreter des Judentums im Sauerland.

## Industriepionier
Noa Wolff gehört zu den Mitbegründern der Industrie in Neheim. Er war ursprünglich Gerichtsschreiber in Iserlohn und lernte die dortige Metallwarenindustrie kennen. Er konnte in Neheim die nach dem Niedergang des Textilgewerbes brachliegende Arbeitskraft als Standortfaktor nutzen. Über die Lage in Neheim schrieb er 1831 an den Freiherrn von Fürstenberg „Ein großer Teil brotloser Arme von allen Erwerbsquellen abgeschnitten, ist hier noch vorhanden.“ Allerdings erwies sich der Übergang zur Industrie anfangs als schwierig. Wolff klagte über die Probleme, neue Methoden in „einem Ort einzuführen, wo selbst erst der Fabrikgeist geweckt werden muss.“
Bereits 1833 gründete er zusammen mit dem einheimischen Kompagnon Salomon Elias seine „Stecknadel- und Panzerwarenfabrik.“ Diese stellte Nadeln und andere Erzeugnisse aus Metall her. Er übertrug damit gewerbliche Traditionen aus dem benachbarten märkischen Sauerland nach Neheim. Bald schon konnte der Betrieb 1835 ausgeweitet werden und eine neue Drahtzieherei und Nagelfabrik errichtet werden. Der Betrieb beschäftigte damals 48 Arbeiter. Darüber hinaus lieferte Wolff Rohmaterial und Werkzeug an Haus- und Heimarbeiter. Für die Arbeiter seines Unternehmens gründete er eine Arbeiter-, Kranken- und Unterstützungskasse.
Seit den 1840er Jahren betrieben Wolff&Elias eine „Druckerei facionierter Blech-, Messing- und Bronzesachen.“ Nachdem sein Geschäftspartner Elias aus dem Betrieb ausgeschieden war, stieg Wolffs Bruder Hermann in die Fabrik ein. Sie firmierte seitdem unter „Gebrüder Wolff.“ Es produzierte Petroleumleuchten, später auch elektrische Geräte. Das Unternehmen blieb bis 1924 eigenständig, ehe es in den Besitz der Firma Honsel Leuchten überging.

## Jüdische Gemeinde
Ebenso bedeutend war der Beitrag von Wolff für die Entwicklung der jüdischen Gemeinde. Als Jude wurde ihm trotz seines wirtschaftlichen Erfolgs lange das Wahlrecht zur Stadtverordnetenversammlung verweigert, das änderte sich erst 1847 mit der rechtlichen Gleichstellung der Juden in Preußen durch das Preußische Judengesetz. In der Mitte des 19. Jahrhunderts war er Vorsteher der jüdischen Gemeinde und 1857 wurde er Vorsteher des Synagogenbezirks Arnsberg. Insbesondere Noah Wolff ist der Bau der Synagoge in Neheim von 1876 aber auch die Errichtung einer jüdischen Schule zu verdanken.

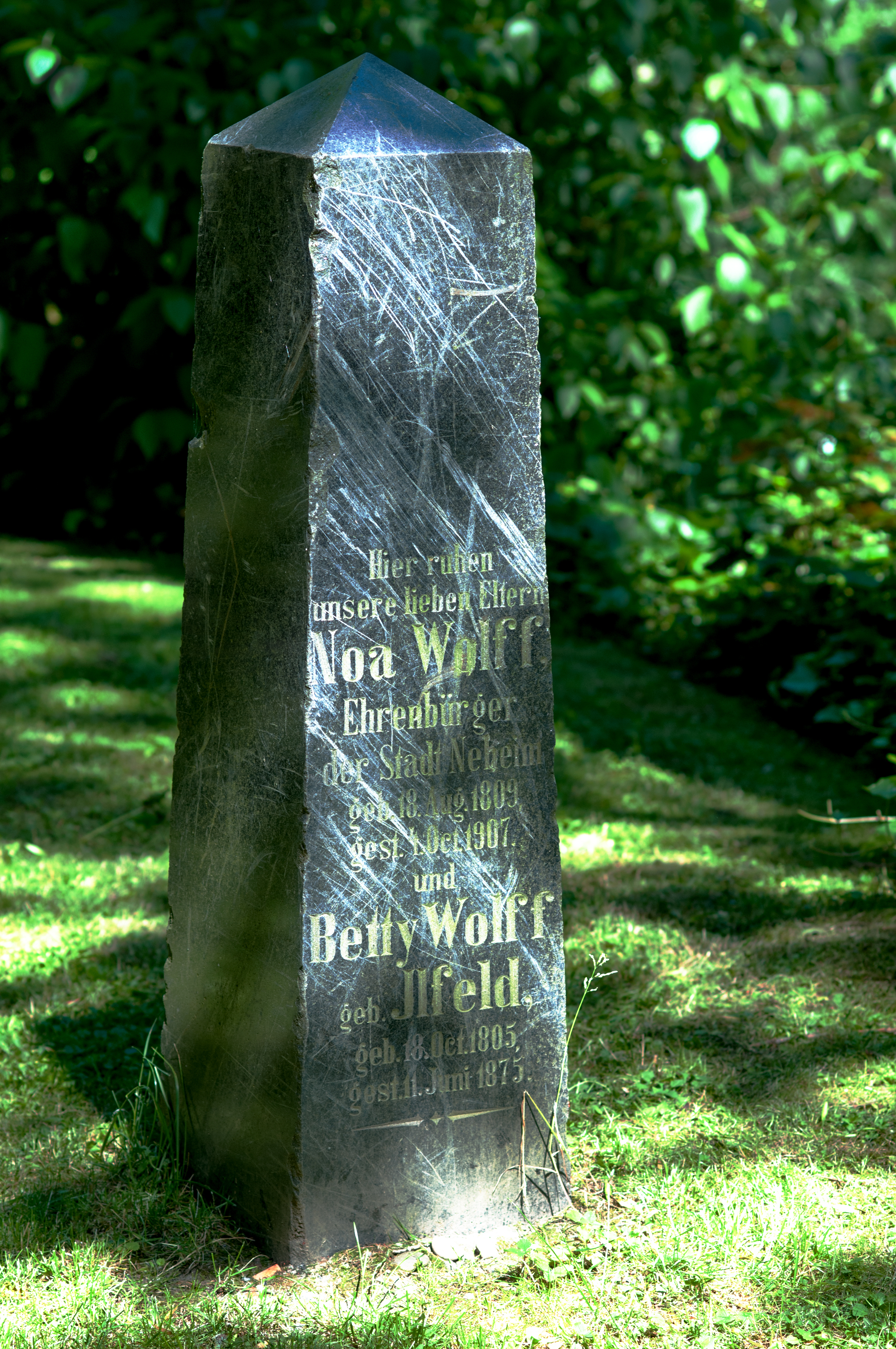
Grabstein von Noah Wolff nach der Restaurierung

Er wurde auf dem jüdischen Friedhof in Neheim bestattet. Sein Grabstein wurde nach der Möhnekatastrophe von 1943 weggespült und im Oktober 2012 zufällig wiederentdeckt.

## Ehrungen
Als Würdigung für die Leistungen für den Aufbau der Neheimer Industrie wurde Wolff zu seinem 60-jährigen Firmenjubiläum der Rote Adlerorden IV. Klasse verliehen. Die Stadt Neheim ernannte ihn 1896 zum Ehrenbürger. Nach der Renovierung der alten Neheimer Synagoge erhielt der Saal den Namen von Noah Wolff. Nach Wolff ist auch eine Straße in Arnsberg benannt.